# Ефремов, Александр Григорьевич
Александр Григорьевич Ефремов (род. 30 ноября 1946, Уфа) — заместитель начальника Главного управления общественного питания Управления делами Президента Российской Федерации (2004—2008), заместитель министра сельского хозяйства РСФСР (с 1992 — Российской Федерации, 1991—1997), директор совхоза «Красная Звезда» Шадринского района Курганской области (1978—1991), действительный государственный советник Российской Федерации 3-го класса (2007), Герой Социалистического Труда (1991).

## Биография
Александр Григорьевич Ефремов родился 30 ноября 1946 года в семье военного в городе Уфе Башкирской АССР, ныне город — административный центр Республики Башкортостан. В том же году с родителями переехал на родину отца в Курганскую область. Детские годы прошли в Шадринском районе, где трудился отец — Григорий Михайлович Ефремов, Герой Социалистического Труда.
В 1967 году окончил Шадринский автомеханический техникум. В том же году был призван на службу в Советскую Армию.
С 1968 года по 1990 год член КПСС.
После демобилизации поступил на учёбу в Челябинский институт механизации и электрификации сельского хозяйства. В 1973 году, по окончании учёбы, получил назначение на должность старшего инженера в совхоз «Красная Звезда», село Красная Звезда Шадринского района Курганской области, которым руководил его отец. Позднее прошёл школу руководства на посту заместителя директора совхоза.
В 1978 году, после кончины отца, стал во главе «Красной Звезды». Успешно руководил хозяйством более 13 лет. За это время были практически обновлены все производственные помещения, постоянно совершенствовались технология выращивания и откорма свиней, широким фронтом шло строительство объектов социального и культурного назначения и жилья для рабочих и специалистов. Совхоз не только удержал высокие показатели в производстве сельскохозяйственной продукции, но и шагнул вперед. Передовое хозяйство неоднократно удостаивалась переходящего Красного Знамени ЦК КПСС, Совета Министров СССР, ВЦСПС и ЦК ВЛКСМ.
К концу 1980-х годов «Красная Звезда» производила ежегодно до 116 тысяч центнеров мяса с самым низкими в стране затратами кормов и труда на килограмм привеса.
Избирался членом парткома совхоза, депутатом местных органов советской власти.
В 1980—1990 годах — член райкома и Курганского обкома КПСС.
Народный депутат СССР от Шадринского территориального избирательного округа № 215 Курганской области. Член Верховного Совета СССР. Член Комитета Верховного Совета СССР по вопросам экономической реформы.
Указом Президента Союза Советских Социалистических Республик от 28 ноября 1991 года за большой личный вклад в развитие сельского хозяйства и успешное решение социальных вопросов Ефремову Александру Григорьевичу присвоено звание Героя Социалистического Труда с вручением ордена Ленина и золотой медали «Серп и Молот».
4 декабря 1991 года был назначен на пост заместителя министра сельского хозяйства РСФСР, с 25 декабря 1991 — заместитель министра сельского хозяйства Российской Федерации.
С 1997 года работал атташе по сельскому хозяйству в ранге советника посольства Российской Федерации в Республике Болгария.
С 2004 по 2008 годы — заместитель начальника Главного управления общественного питания Управления делами Президента Российской Федерации.
Классный чин — действительный государственный советник Российской Федерации 3-го класса, 2007 год.

## Награды
- Герой Социалистического Труда, 28 ноября 1991 года
  - Орден Ленина № 460774
  - Медаль «Серп и Молот» № 21138
- Орден Трудового Красного Знамени, 29 августа 1986 года
- Орден «Знак Почёта», 12 марта 1982 года

## Семья
- Отец Ефремов, Григорий Михайлович (29 февраля (13 марта)  1916 года — 1 апреля 1978 года), директор совхоза «Красная Звезда» Шадринского района Курганской области, Герой Социалистического Труда.
- Мать Зоя Леонидовна, главный экономист совхоза «Красная Звезда»
  - Брат Георгий, учёный, кандидат наук
  - Брат Михаил (род. 10 февраля 1951 года), директор СПК «Красная Звезда»
  - Брат Лев (род. 24 декабря 1954 года), председатель Курганской областной Думы II созыва
- Жена Людмила Андреевна
  - Дети: Инна, Ирина, Илья